# R·A·迪奇
羅伯特·艾倫·迪奇（英語：Robert Allen Dickey，1974年10月29日—），經常被稱為R·A·迪奇（R. A. Dickey），是美國前职业棒球投手，生於田納西州納什維爾。他曾在美國職棒大聯盟（MLB）為德州遊騎兵、西雅圖水手、明尼苏达双城、紐約大都會、多倫多藍鳥和亞特蘭大勇士效力。在2012年，迪奇投出生涯最佳的成績，不但拿下20勝，還第一次入選參加全明星賽，並以優異的成績獲得了賽揚獎，也是史上首位獲得賽揚獎的蝴蝶球投手。

## 職棒生涯

### 德州遊騎兵：1996年至2006年
迪奇曾入選1996年美國奧運國家代表隊，並在年中選秀時被德州遊騎兵隊在第一輪選中。德州遊騎兵原先提供$810,000美金的簽約金，但在簽約前進行體檢，被檢出他右手天生沒有尺側副韌帶，他的簽約金因此被降到$75,000美金。
他的大聯盟生涯從2001年開始，曾先後加盟西雅圖水手隊、明尼蘇達雙城隊，但成績並不出色。
2005年，放棄傳統球路，改練蝴蝶球。

### 紐約大都會
直到2010年球季加盟紐約大都會隊，才首度獲得雙位數勝投。2012年，榮獲國聯賽揚獎，成為史上第一位榮獲賽揚獎的蝴蝶球投手。
2012年，迪奇繳出生涯最佳的成績，在6月締造隊史新猷的連續32.2局無失分紀錄，並曾連續44.2局無責失。9月27日對匹茲堡海盜的比賽中，他投出生涯新高的13次三振。
今年總計出賽34場繳出20勝6敗、自責分率2.73、三振230次的優異成績單，他在三振、完投(5)、投球局數(233.2)排名國聯第1，自責分率與勝場數排第2，而上述所有成績也都改寫生涯個人單季紀錄。11月14日，迪奇在全美棒球記者協會的32位票選者中，席捲了27張第1名選票，剩下5張都是第2名，總分209分大勝排名第2、僅得96分的洛杉磯道奇左投克萊頓·克蕭，至於拿下國聯勝投王的華盛頓國民投手吉奧·岡薩雷茲則以93分名列第3。成為大聯盟史上首位蝴蝶球賽揚投手後，迪奇說：「對我來說，這是偉大的榮耀，我沒有辦法獨力走到這一步，有無數的人在場內場外幫助過我，其中有些蝴蝶球投手如菲爾·尼可羅、提姆·韋克菲爾德、查理·賀夫等曾有傑出成績，但未必被人們肯定，所以這是屬於我們蝴蝶球投手的勝利，當然還有大都會的球迷」。
迪奇也成為大都會史上第3位拿下賽揚獎的投手，前2人分別是Tom Seaver、德懷特·古登，其中Seaver曾3度獲獎。迪奇成就賽揚之路也頗具戲劇性，他在2010年季前加入大都會但並未被納入開季25名單，5月升上大聯盟後就不曾在被下放過，此後到2012年球季結束，在大都會的94場比賽繳出39勝28敗、自責分率2.95、三振468次的成績。回顧這段時光，迪奇指出：「我是2010年春訓第1波被裁掉的球員，但我努力回到大聯盟並把握住機會。我感激大都會因為他們給了我機會，沒有很多球隊像他們這樣相信我，我感謝球隊給我發揮的舞台，讓我在球技上更精進並成為我想要成為的投手」。
隨著迪奇拿下賽揚獎，使得2008年至今10位賽揚投手中，有一半的人所屬球隊並未打進季後賽，另外4人是2008年舊金山巨人蒂姆·林斯肯、2010年西雅圖水手費利克斯·赫南德茲、2009年堪薩斯市皇家扎克·格林基、2008年克里夫蘭印地安人克里夫·李。

## 外部連結
- 球員資訊和成績在MLB ，ESPN ，Retrosheet ，Baseball Reference ，Baseball Reference (Minors) ，Fangraphs ，The Baseball Cube （英文）
- Alan Schwarz, "New Twist Keeps Dickey's Career Afloat"（页面存档备份，存于） New York Times, February 27, 2008
- Minor League Splits and Situational Stats[永久]
- "Elusive Knuckleball Gives Pitcher Chance at Majors"（页面存档备份，存于） NPR. February 28, 2008.